# Levon Grigorian
Pour les articles homonymes, voir Grigorian.
Levon Achtovitch Grigorian est un joueur d'échecs arménien né le 7 septembre 1947 à Moscou et mort le 19 novembre 1975 à Tachkent.

## Biographie et carrière
Levon Grigorian fut champion de la République soviétique d'Arménie à six reprises : en 1964, 1966, 1968, 1969, 1971 et 1972 (ex æquo avec son frère jumeau Karen Grigorian en 1969 et 1972),  Il fut champion d'Ouzbékistan en 1974 et 1975.
Il était classé 78e joueur mondial au classement de la FIDE en juillet 1972.